# Шампуссен, Клеман
Клеман Шампуссен фр. Clément Champoussin; (род. 29 мая 1998, Ницца) — французский профессиональный шоссейный велогонщик, выступающий с 2020 года за команду «AG2R Citroën».

## Карьера
Будучи чемпионом Франции по маунтинбайку среди юниоров (2016), Клеман Шампуссен начал участвовать в шоссейных велогонках в 2017 году с командой Chambéry Cyclisme Formation. В 2018 году принял участие в велогонке Тур де л’Авенир, которую завершил пятым, в 2019 году был четвертым. В сентябре 2019 года выиграл Giro della Regione Friuli Venezia Giulia и финишировал вторым на молодежной Джиро ди Ломбардия, затем присоединился к велокоманде AG2R Citroën в качестве стажера, с которой участвовал в нескольких гонках UCI Europe Tour в октябре, заняв девятое место на Гран Пьемонте.

## Достижения
2016
 Чемпион Франции по маунтинбайку (юниоры)
2018
2-й Руота д’Оро
3-й Piccolo Giro di Lombardia U23
5-й Тур де л’Авенир — Генеральная классификация U23
5-й Крейз Брейз Элит — Генеральная классификация U23
9-й Ronde de l'Isard — Генеральная классификация
2019
1-й  Giro del Friuli-Venezia Giulia — Генеральная классификация
1-й  — Очковая классификация
1-й — Этапы 1 (КГ) и 4
2-й Piccolo Giro di Lombardia U23
3-й Ronde de l'Isard — Генеральная классификация
3-й Grand Prix Priessnitz spa — Генеральная классификация U23
4-й Тур де л’Авенир — Генеральная классификация U23
9-й Джиро ди Сицилия — Генеральная классификация
9-й Гран Пьемонте
2020
8-й Тур Люксембурга — Генеральная классификация
2024
1-й Джиро ди Тоскана

## Статистика выступлений наГранд Турах
| Гранд-тур       | 2020 |
| --------------- | ---- |
| Джиро д’Италия  | —    |
| Тур де Франс    | —    |
| Вуэльта Испании | 31   |

| —  | Не участвовал  |
| НФ | Не финишировал |